# Thái Bộc Tự
Taibus (tiếng Trung: 太仆寺旗; bính âm: Tàipūsì Qí, Hán Việt: Thái phó Tự kỳ) là một kỳ của minh Xilin Gol (Tích Lâm Quách Lặc), khu tự trị Nội Mông Cổ, Trung Quốc.

### Trấn
- Bảo Xương (宝昌镇)
- Thiên Cân Câu (千斤沟镇)
- Hồng Kỳ (红旗镇)
- Lạc Đà Sơn (骆驼山镇)

### Hương
- Hạnh Phúc (幸福乡)

### Tô mộc
- Cống Bảo Lạp Cách (贡宝拉格苏木)